# Тител (община)
Общи́на Тител (серб. Општина Тител) — община в Сербії, в складі Південно-Бацького округу автономного краю Воєводина. Адміністративний центр общини у Воєводині — містечко Тител.

## Населення
Згідно з даними перепису 2007 року в общині проживало 15 738 особи, з них:
- серби — 13 615 — 86,51 %;
- мадяри — 822nbsp;— 5,22 %;
- роми — 264 — 1,68 %;

Решту жителів  — зо два десятка різних етносів, зокрема: югослави, хорвати, угорці, німці. Загалом, русинів-українців налічується більше 100 осіб, але чимало з них уже асимілювалося.
| Рік  | Населення, люд. |
| ---- | --------------- |
| 1991 | 17 695          |
| 2001 | 17 061          |
| 2002 | 17 011          |
| 2003 | 16 895          |
| 2004 | 16 770          |
| 2005 | 16 635          |
| 2006 | 16 513          |
| 2007 | 16 441          |

## Населені пункти

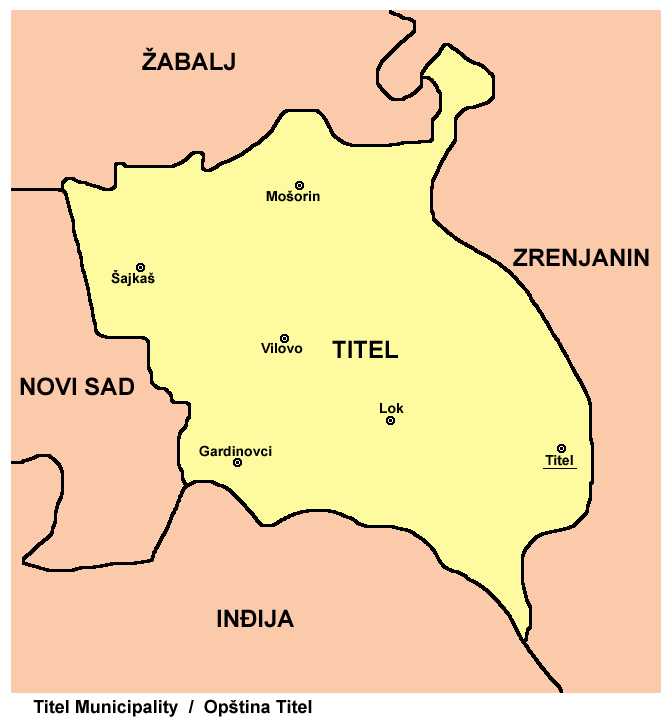

Община утворена з 6 населених пунктів (з них 1 місто — центр общини):
| Населений пункт | Сербська назва (cirill) | Угорська назва (latin) | Населення (2011) |
| --------------- | ----------------------- | ---------------------- | ---------------- |
| Гардинівці      | Гардиновци              | Dunagárdony            |                  |
| Мошорин         | Мошорин                 | Mozsor                 |                  |
| Лок             | Лок                     | Sajkáslak              |                  |
| Шайкаш          | Шајкаш                  | Sajkásszentiván        |                  |
| Тител           | Тител                   | Titel                  |                  |
| Вилово          | Вилово                  | Вилово                 |                  |